# Tom Middleton

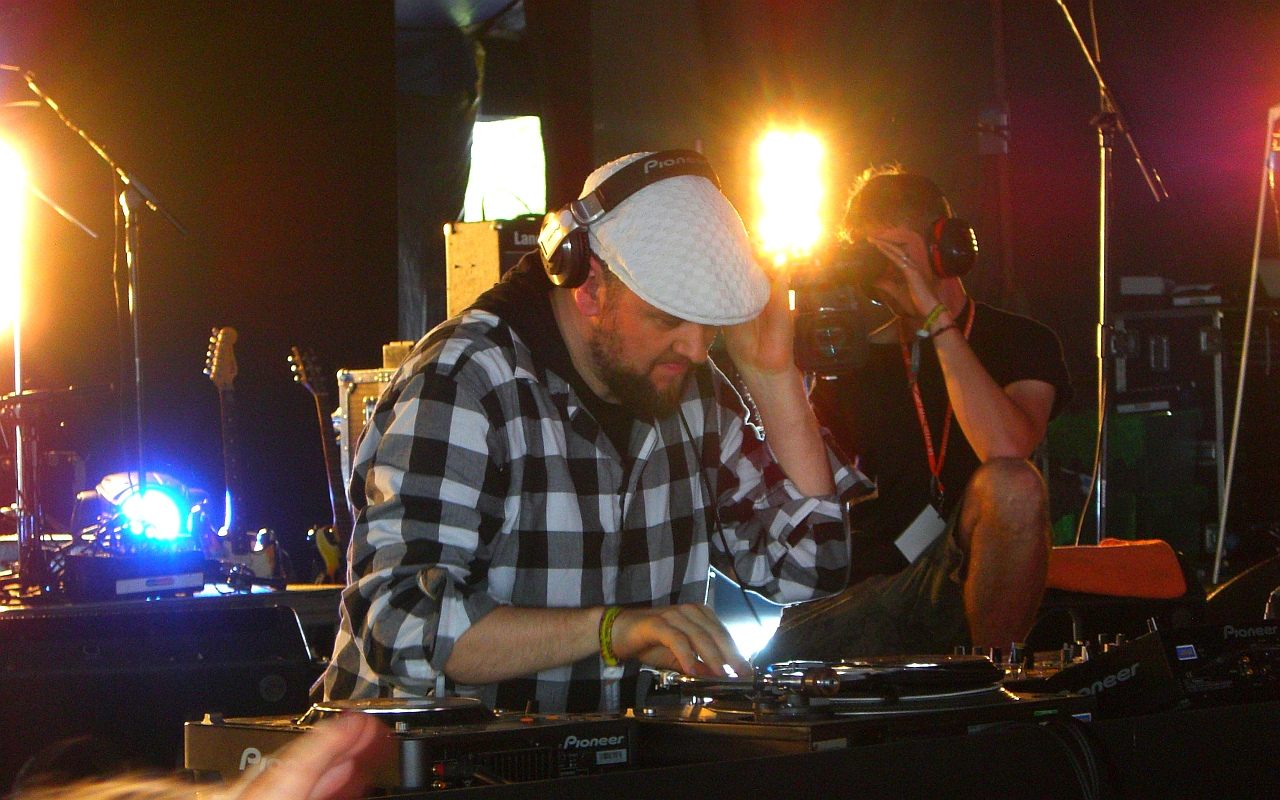
Middleton beim Glastonbury Festival 2009

Tom Middleton (* 18. August 1971) ist ein britischer Musiker, DJ, Remixer und Musikproduzent, der auch unter Pseudonymen wie Schizophrenia oder E621 bekannt wurde.
Gemeinsam mit dem Musiker Mark Pritchard veröffentlichte er seit 1992 unter Projektnamen wie Global Communication, Jedi Knights, Link & E621 und Reload mehrere Alben und Singles.

## Leben und Werdegang
Nach einer klassischen Musikausbildung am Klavier und Cello setzte sich Middleton ab 1989 verstärkt mit elektronischer Musik auseinander. Im gleichen Jahr lernte er Richard D. James alias Aphex Twin kennen. Mit diesem nahm er unter anderem das Stück En Trance To Exit auf, das 1991 auf der Aphex-Twin-Single Analogue Bubblebath erschien. Im gleichen Jahr erschien Middletons erste eigene Single My Splendid Idea unter dem Pseudonym Schizophrenia
Einem größeren Hörerkreis wurde Middleton jedoch durch seine Zusammenarbeit mit dem Musiker Mark Pritchard bekannt. Als erstes veröffentlichten beide unter dem Projektnamen Reload, das ursprünglich ein Soloprojekt Pritchards war. Die ersten gemeinsamen Veröffentlichungen wie The Reload EP oder The Biosphere EP wurden die gemeinsam produzierten Stücke noch als Reload & E621 gekennzeichnet. Bald jedoch wurde Middleton fester Teil des Projekts und das Album A Collection Of Short Stories erschien 1993 nur noch unter dem Namen Reload. 
Das Duo begründete zu dieser Zeit auch das Ambient-Projekt Global Communication, das vor allem durch das 1994 auf Dedicated erschienenen Album 76:14 bekannt wurde. Das Album erhielt überwiegend gute bis sehr gute Kritiken und wurde von den Kritikern des The Guardian als „unergründlich wunderschönes, zeitloses Meisterstück“ bezeichnet, in der Liste 1000 Albums to Hear Before You Die aufgenommen.
Middleton und Pritchard wandten sich 1995 mit dem Projekt Jedi Knights dem Electro zu. Im gleichen Jahr erschien die Single May The Funk Be With You auf Clear und 1996 das Album New School Science auf Evolution. Zwischen 1997 und 1999 folgten noch drei weitere Singles als Jedi Knights.
Im Jahr 2006 erschien mit Evolution ein neues Album des Projekts Reload. Im Jahr darauf erschien mit Lifetracks ein Solo-Album Middletons.
Middleton veröffentlichte außerdem zahlreiche DJ-Mixe und präsentierte verschiedene Compilations, wie die Serie Crazy Covers, die sich mit ungewöhnlichen Coverversionen auseinandersetzt. Darüber hinaus ist er als produktiver Remixer bekannt, der solo und zusammen mit Pritchard bereits weit über einhundert Remixe veröffentlichte.

## Diskografie

### Soloalben
- 2007: Lifetracks (Big Chill Recordings)
- 2011: Glasstracks (Big Chill Recordings)
- 2018: Sleep Better (UMC)

### Singles & EPs
- 1991: Schizophrenia – My Splendid Idea (Mighty Force)
- 1996: The Mod Wheel – Spiritcatcher (Evolution / Universal Language Productions Ltd.)
- 1997: The Mod Wheel – Destination Morocco (Heard)
- 1997: The Mod Wheel / Earthtribe – Optimystic / Stranger (Global Headz)
- 1999: Tom Middleton – A Jedi's Night Out (DMC Publishing)
- 1999: Tom Middleton – A Jedi's Night Out (DMC Publishing)
- 2004: Freeland, Wink & Middleton – Rise Above (Marine Parade)
- 2007: Tom Middleton – Excursions 1 (Big Chill Recordings)
- 2008: Tom Middleton – Remember The Love (The IMS Anthem 2008) (iO Music)
- 2009: Tom Middleton – Hypnotizer (Urbantorque)
- 2009: Tom Middleton – Kalahari (kostbar|musik)
- 2010: Tom Middleton presents The Chiswick Reach All Stars – Nutsin (Mukatsuku Records)
- 2011: Tom Middleton – Gliding (Urbantorque)

### Remixe (Auswahl)
- 1997: Fluke – Slid (Modwheel Mix)
- 1997: The Beloved – The Sun Rising (Tom's Drum & Bass Mix)
- 1998: Pulp – Party Hard (Tom Middleton Vocal Remix)
- 1999: Incognito – It Ain't Easy (Tom Middleton Cosmos Remix)
- 2000: Ian Pooley – 900 Degrees (Tom Middleton Cosmos Party Mix)
- 2000: Mandalay – Not Seventeen (Tom Middleton Cosmos Mix)
- 2001: Goldfrapp – Utopia (Tom Middletons Cosmos Acid Dub)
- 2001: Jamiroquai – You Give Me Something (Cosmos Deep Space Mix)
- 2002: Röyksopp – Remind Me (Tom Middleton Cosmos Mix)
- 2002: Gotan Project – Santa Maria (Tom Middleton's Cosmos Mix)
- 2002: Tiga & Zyntherius – Blue Sunglasses (The Tom Middleton Cosmos Re-Edit)
- 2004: Kylie Minogue – Chocolate (Tom Middleton Mix)
- 2004: Faithless – Mass Destruction (Tom Middleton Cosmos Mix)
- 2005: Bebel Gilberto – Simplesmente (Tom Middleton Balearic Mix)
- 2005: Sia – Numb (Tom Middleton's Cosmos Mix)
- 2005: Schiller – Ruhe (Tom Middleton Remix)
- 2006: Mighty Dub Katz – Guaguanco (Tom Middleton Remix)
- 2007: Mika – Big Girl (You Are Beautiful) (Tom Middleton Remix)
- 2008: The Verve – Love Is Noise (Tom Middleton Remix)
- 2008: The Feeling – I Thought It Was Over (Tom Middleton Mix)
- 2009: Orbital – Halcyon (Tom Middleton Re-Model)
- 2009: Bent – Beautiful Otherness (Tom Middleton Remix)
- 2010: Dave Seaman – Triangle & Strings (Tom Middleton Mix)
- 2010: Music Go Music – Light Of Love (Tom Middleton Club Mix)
- 2011: Duran Duran – All You Need Is Now (Tom Middleton Cosmos Remix)
- 2011: Robert Babicz – Beautiful (Tom Middleton Liquatech Remodel)
- 2012: Orbital – New France (Tom Middleton Cosmos Mix)
- 2012: Saint Etienne – Popular (Tom Middleton Cosmos Remix)